# NMBS/SNCB-Reihe AM 62-79

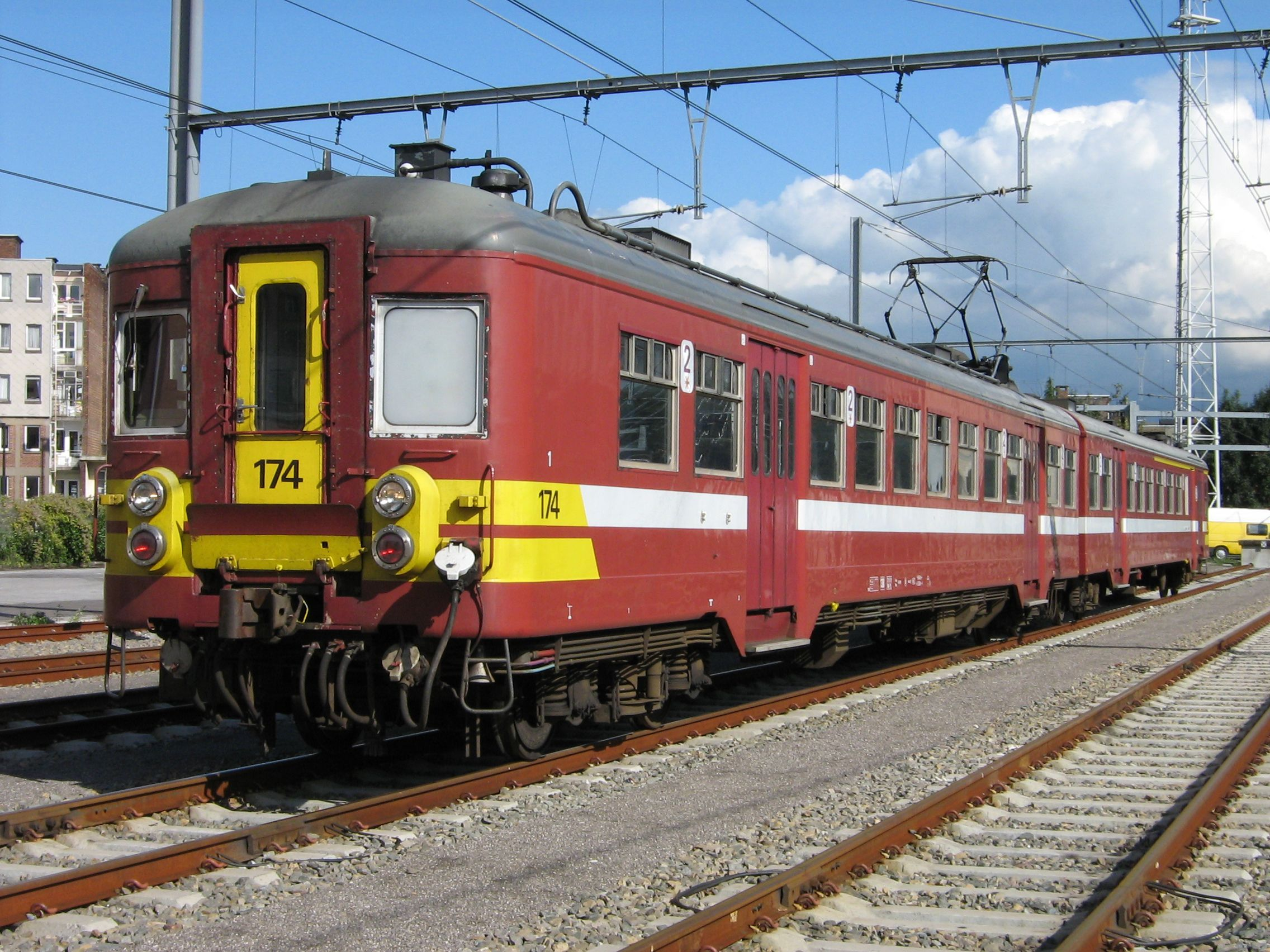
AM 62 im Bahnhof Liège-Guillemins (Lüttich)

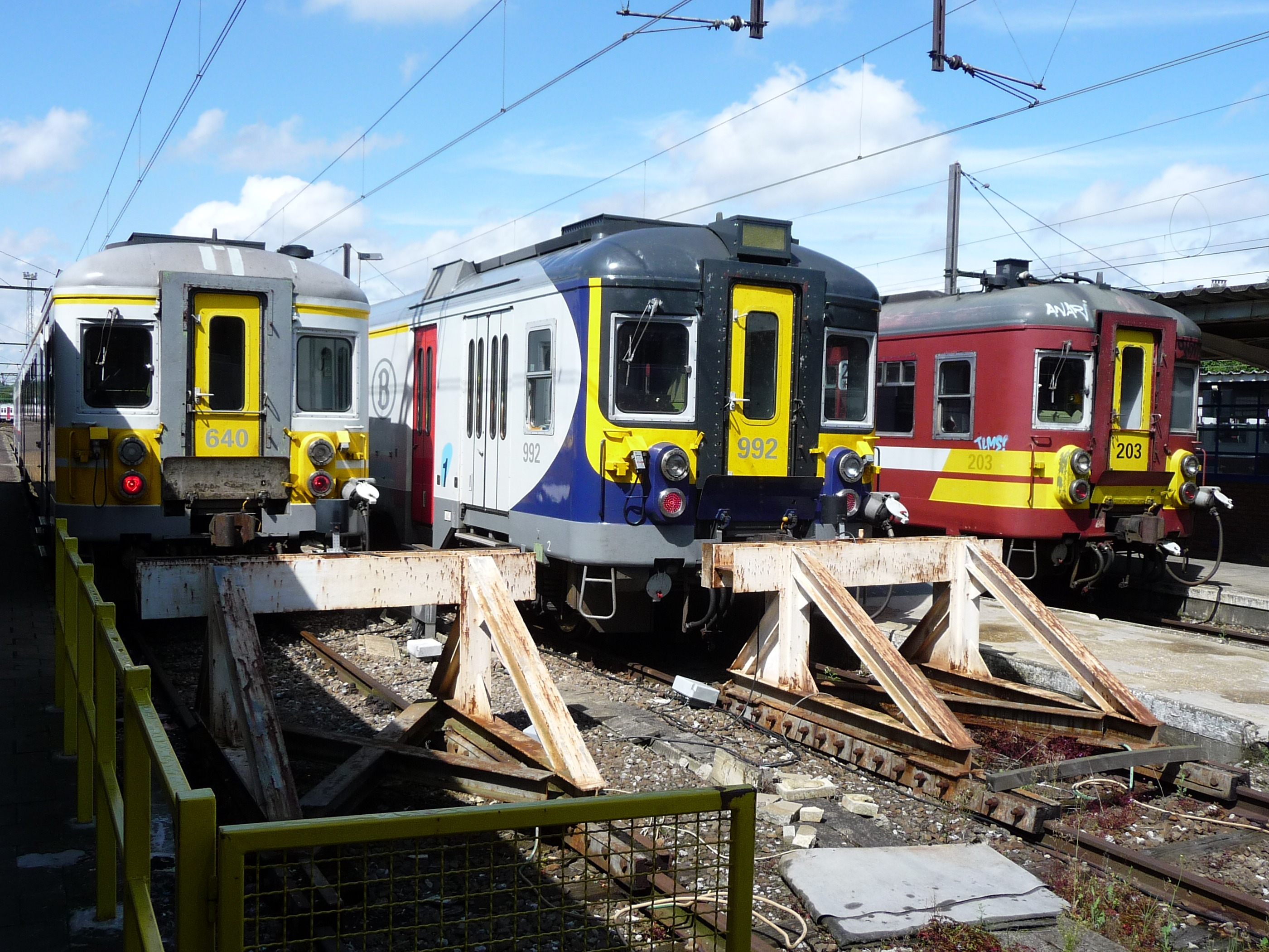
AM 66, AM 73CR und AM 62 in Ottignies

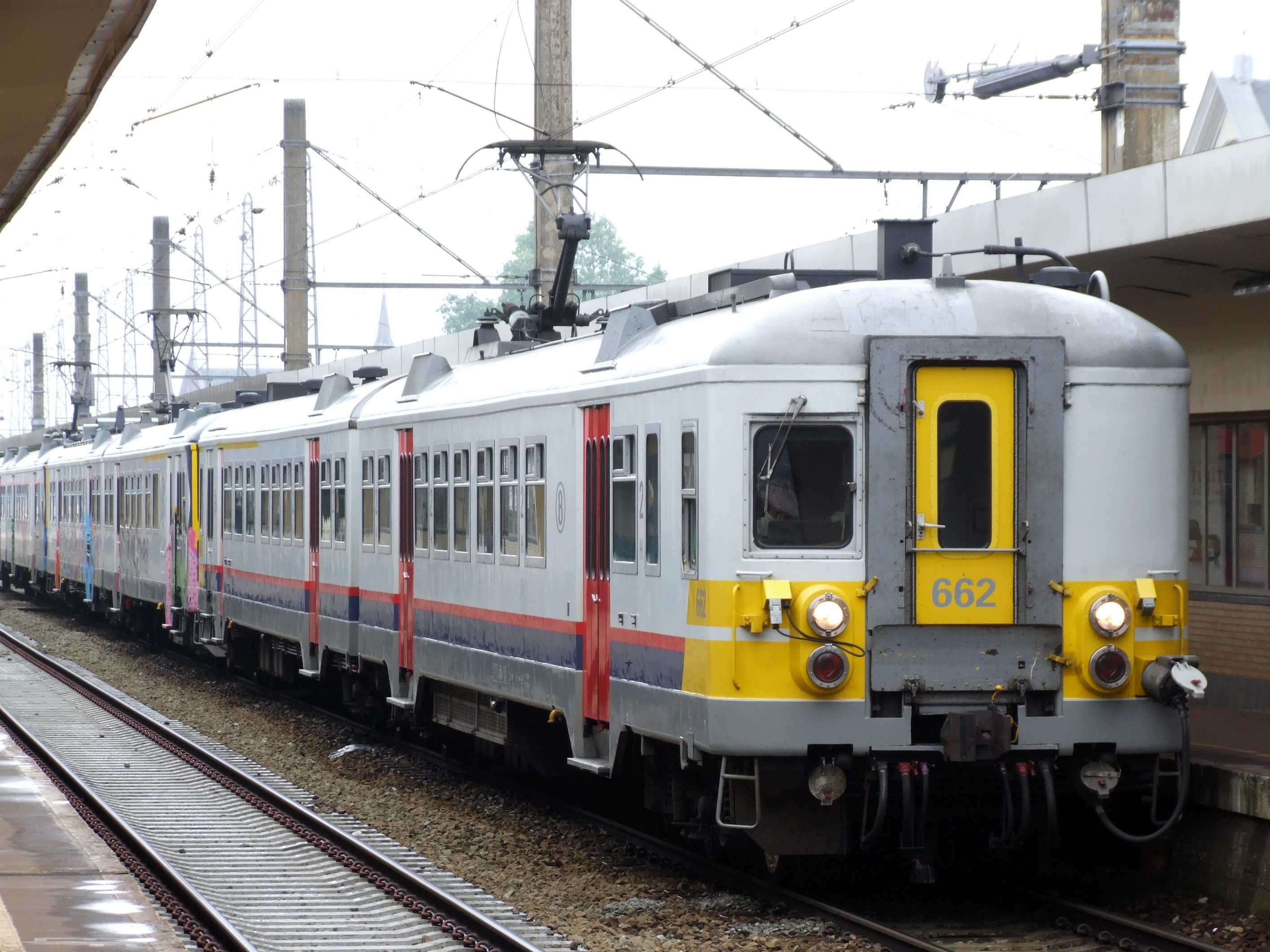
Modernisierter AM 66 in Brüssel-Nord

Die Reihe AM 62-79/AM 54/AM 56 (französisch) bzw. MS 62-79/MS 54/MS 56 (niederländisch) (auch als Tweetjes bezeichnet) der Belgischen Staatsbahn (NMBS/SNCB) ist eine Reihe von 130 bzw. (ab Bauserie AM 66) 140 km/h schnellen zweiteiligen elektrischen Triebzügen.
Sie wurde hauptsächlich im innerbelgischen Nah- und Regionalverkehr (L-, P- sowie S-Züge) der NMBS/SNCB eingesetzt, erreichte aber auch auf einer grenzüberschreitenden Regionalbahnlinie das deutsche Aachen (euregioAIXpress). Ab dem 10. Dezember 2023 wurden die Triebzüge für die S41 der S-Zugs Lüttich durch Lokomotiven der Reihe HLE 18 mit I11-Wagen ersetzt. Im Dezember 2024 stellte die SNCB die Triebfahrzeuge endgültig außer Dienst.
Seit 2012 läuft die sukzessive Ausmusterung der rode klassiekjes (rote Klassiker) AM 62, aufgrund neuer in den Einsatzbestand aufgenommenen Desiro ML. Durch die Neuproduktion der M7-Wagen und das freiwerden von anderen Elektrotriebwagen der SNCB werden die grauen AM ebenfalls immer häufiger ausgemustert.

## Innenräume
Bedingt durch die stirnseitig angebrachten Türen können diese Triebzüge auch zu längeren Verbänden zusammengekuppelt werden – auch mit Triebzügen der NMBS/SNCB-Reihe AM 75. Durch diese Besonderheit ist – wie bei der Ursprungsversion des DB-n-Wagen – der Führerstand in einem sogenannten Hasenkasten untergebracht.
Der Innenraum weist in den meisten Fällen eine Sitz-Ausgestaltung mit Kunstlederbezügen in der 2. und Stoffbezügen in der 1. Klasse auf. Ab der Reihe MS 66/AM 66 wurden die Fahrzeuge innen und außen modernisiert, sie erhielten einen weiß-grau-gelben Anstrich.

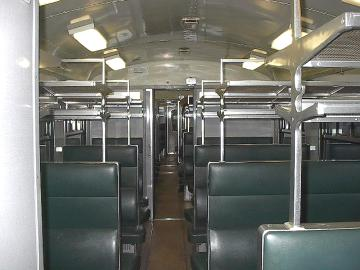
2. Klasse eines nicht modernisierten Zuges
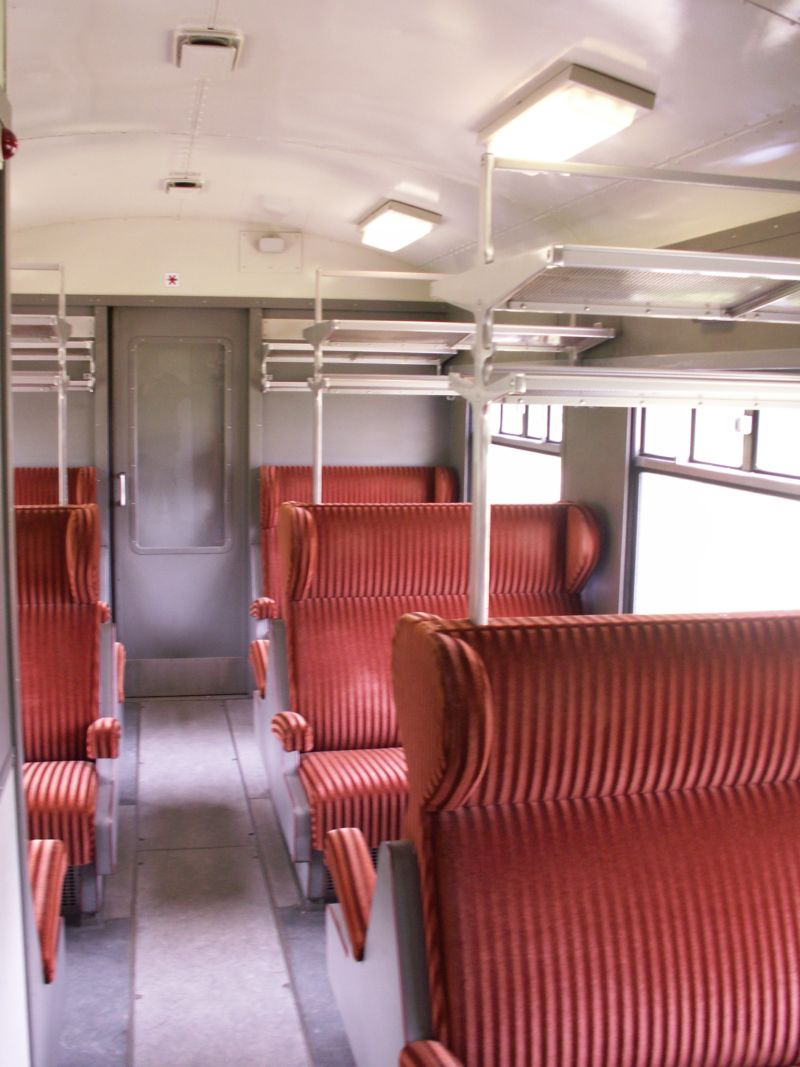
1. Klasse vor der Modernisierung
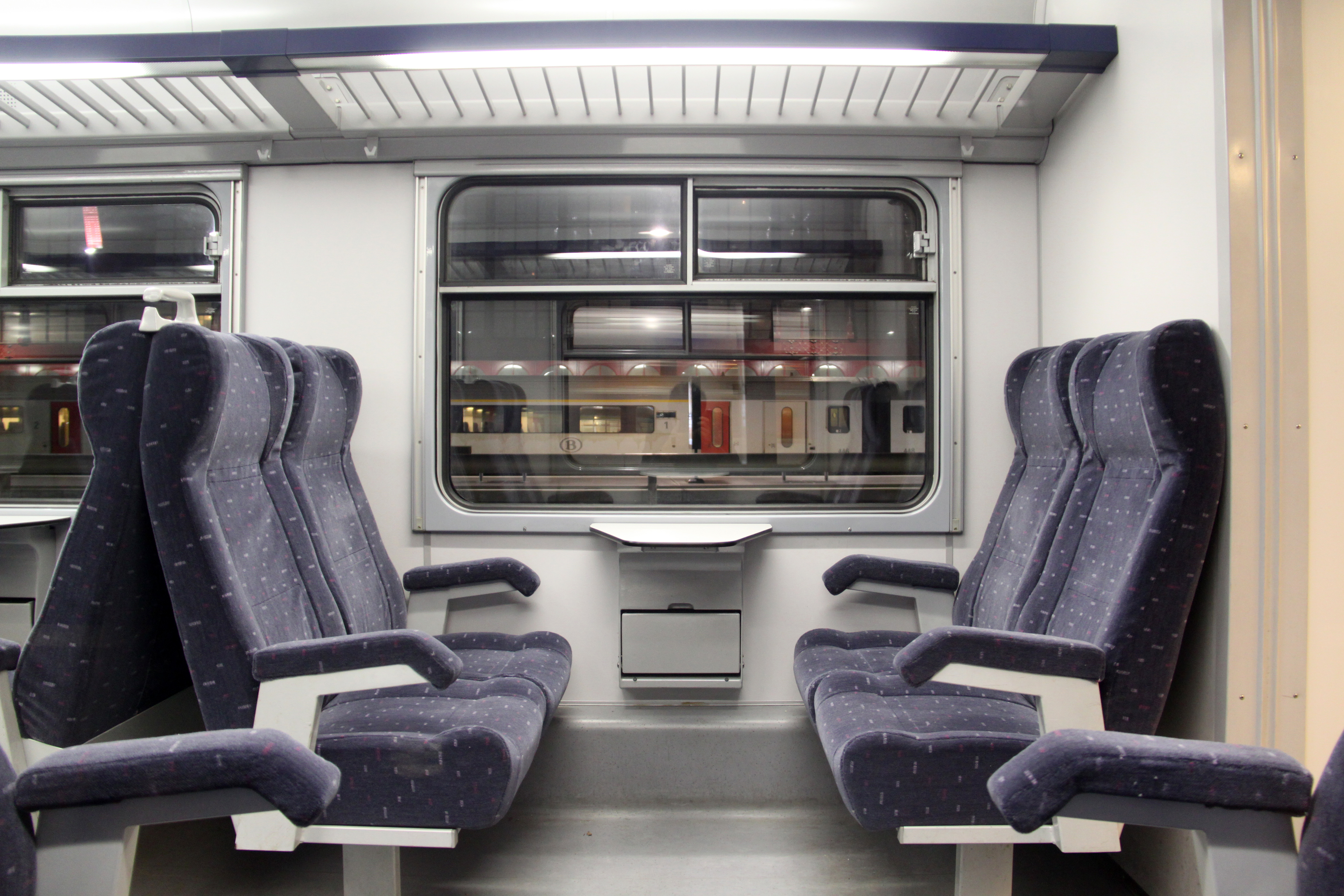
1. Klasse nach Modernisierung
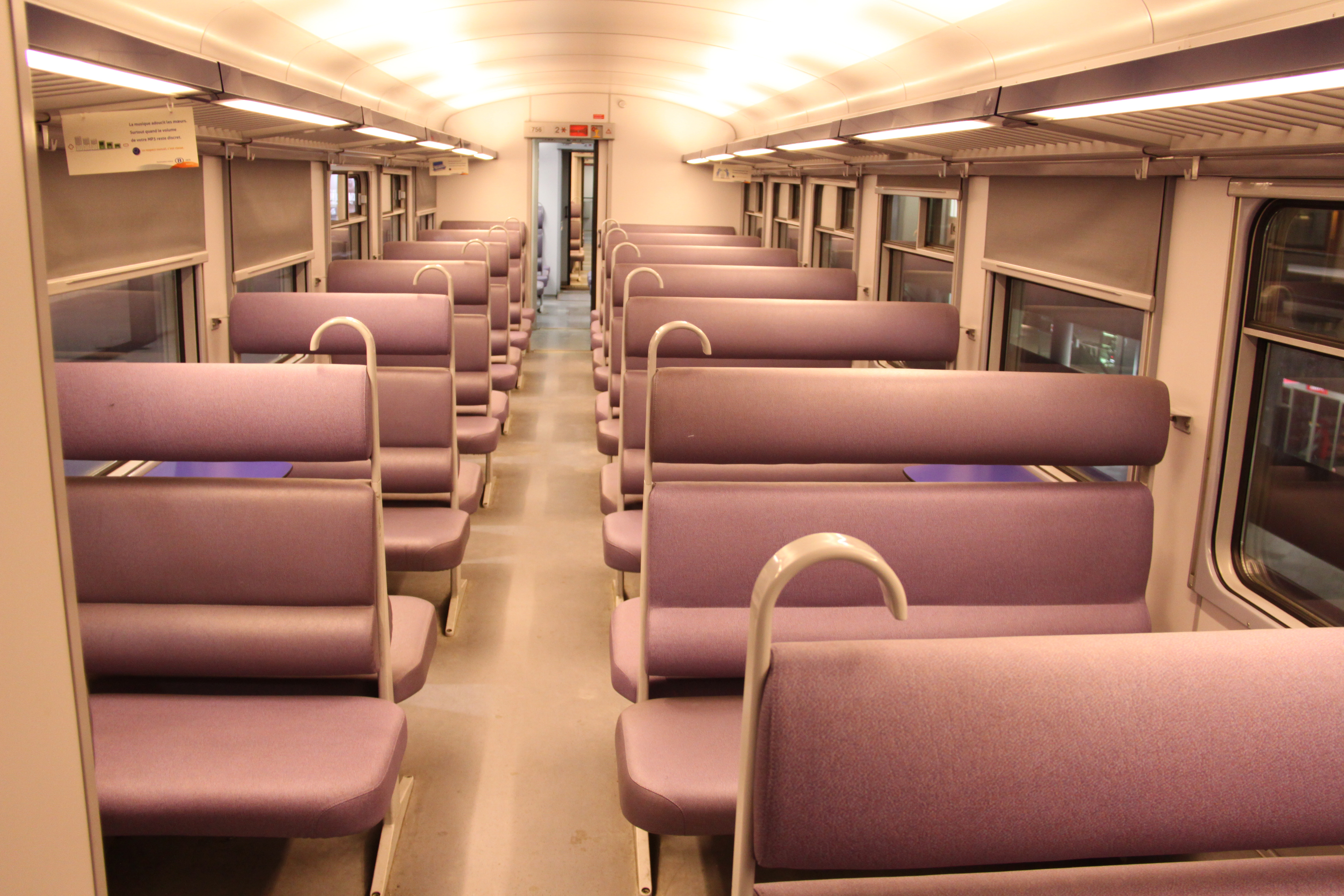
2. Klasse nach Modernisierung
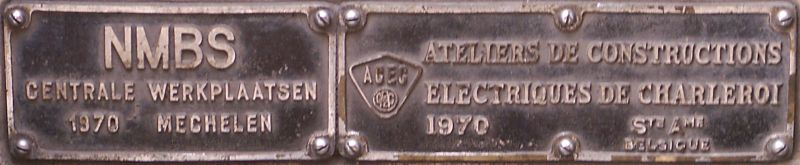
Fabrikschild einer AM 62-79

## Technische Daten
| Baureihe            | Bild | Betriebs-nummern                | Stückzahl | Vmax.                                | Leistung                             | Länge                                | Dienstmasse                          | Sitzplätze                           | Ausmusterung                         |
| ------------------- | ---- | ------------------------------- | --------- | ------------------------------------ | ------------------------------------ | ------------------------------------ | ------------------------------------ | ------------------------------------ | ------------------------------------ |
| AM39                |      | 001-008                         | 8         | 130 km/u                             | 840 kW                               | 43.040 m                             | 101 Tonnen                           | 143 30 (1. Kl) 113 (2. Kl)           | 1978                                 |
| AM46                |      | 009                             | 1         | 140 km/u                             | 830 kW                               | 43,3xx m                             | 110 Tonnen                           | 164 24 (1. Kl) 140 (2. Kl)           | 1978                                 |
| AM50                |      | 010-034                         | 25        | 130 km/u                             | 620 kW                               | 44.402 m                             | 117 Tonnen                           | 170 32 (1. Kl) 138 (2. Kl)           | 1995                                 |
| AM51                |      | 501 Später 050                  | 1         | 130 km/u                             | 620 kW                               | 45,78x m                             | 98,5 Tonnen                          | 161 42 (1.Kl) 119 (2. Kl)            | 1978                                 |
| AM53                |      | 035-049                         | 15        | 130 km/u                             | 620 kW                               | 44,402 m                             | 116 Tonnen                           | 170 32 (1. Kl) 138 (2. Kl)           | 1995                                 |
| AM54                |      | 050-128                         | 79        | 130 km/u                             | 620 kW                               | 45.280 m                             | 106 Tonnen                           | 185 31 (1. Kl) 154 (2. Kl)           | 1995                                 |
| AM55                |      | 502-539                         | 38        | 130 km/u                             | 620 kW                               | 45,680 m                             | 105 Tonnen                           | 181 45 (1. Kl) 136 (2. Kl)           | 1995                                 |
| AM56                |      | 129-150                         | 22        | 130 km/u                             | 620 kW                               | 45,280 m                             | 101,5 Tonnen                         | 185 31 (1. Kl) 154 (2. Kl)           | 2000                                 |
| AM62 AM63 AM65      |      | 151-210 211-250 251-270         | 60 40 20  | 130 km/u                             | 735 kW                               | 46,575 m                             | 101 Tonnen                           | 180 28 (1. Kl) 152 (2. Kl)           | 2013                                 |
| AM66 AM70JH AM70TH  |      | 601-640 641-664 665-676         | 40 24 12  | 140 km/u                             | 770 kW                               | 46,615 m                             | 101 Tonnen                           | 180 28 (1. Kl) 152 (2. Kl)           | n/v                                  |
| AM70 Airport        |      | 801-806 Später 595-600          | 6         | 140 km/u                             | 770 kW                               | 46,615 m                             | 121 Tonnen                           | 118 32 (1. Kl) 86 (2. Kl)            | 2013                                 |
| AM73 AM74 AM78 AM79 |      | 677-706 707-730 731-756 757-782 | 30 24 26  | 140 km/u                             | 770 kW                               | 46,615 m                             | 107,5 Tonnen                         | 178 28 (1. Kl) 150 (2. Kl)           | 2023                                 |
| AMCR 'CityRail'     |      | 960-999                         | 40        | Modernisierte AM70TH, AM73 und AM74. | Modernisierte AM70TH, AM73 und AM74. | Modernisierte AM70TH, AM73 und AM74. | Modernisierte AM70TH, AM73 und AM74. | Modernisierte AM70TH, AM73 und AM74. | Modernisierte AM70TH, AM73 und AM74. |

Quellen: 